# Potencial biótico
Em biologia denomina-se potencial biótico a capacidade máxima de reprodução de uma espécie biológica, determinada entre outros fatores pela duração do ciclo de vida dessa espécie e o tamanho de sua prole, sobe ás condições ideais. A expressão do potencial é limitado por qualquer condição ambiental que iniba o aumento da população. Uma espécie que atinja o seu potencial biótico terá um crescimento populacional exponencial pelo que se dirá que tem uma fertilidade elevada.